# Ourapteryx modesta
Ourapteryx modesta är en fjärilsart som beskrevs av W. Warren 1896. Ourapteryx modesta ingår i släktet Ourapteryx och familjen mätare. Inga underarter finns listade i Catalogue of Life.